# Elliots Memorial
Elliots Memorial är ett monument i Gibraltar. Det ligger i den centrala delen av landet i Alameda Gardens. Elliots Memorial ligger 38 meter över havet. Monumentet är rest till minne av George Augustus Eliott, 1:e baron Heathfield.
Terrängen runt Elliots Memorial är platt västerut, men norrut är den kuperad. Havet är nära Elliots Memorial söderut.  Närmaste större samhälle är Gibraltar, 1,6 km norr om Elliots Memorial. 